# Cyrto-hypnum brotheri
Cyrto-hypnum brotheri là một loài Rêu trong họ Thuidiaceae. Loài này được (E.S. Salmon) W.R. Buck & H.A. Crum mô tả khoa học đầu tiên năm 1990.